# Вальто, Жан Андре
Жан Андре́ Вальто́ (фр. Jean-André Valletaux; 23 ноября 1757, Йерсак — 23 июня 1811) — французский бригадный генерал эпохи Наполеоновских и Революционных войн. Командор ордена Почётного легиона.

## Биография
Родился в Йерсаке; отец — фермер Андре Вальто, мать — Мария Вальто (урождённая де ла Планта). Поступил на службу в Оннисский полк, где уже служил его брат. 15 сентября 1791 года получает звание адъютант.
По приказу военного министра входит в Конституционную гвардию, после демонстрация 20 июня 1792 года и свержения монархии, покидает Париж.
После этого он принимает командование четвёртым батальоном Национальных волонтёров. Во время осады Буа-ле-Дюк получил ранение пушечным ядром. В апреле 1810 года был назначен командуещим 3-й бригады генерала Жан Пьер Франсуа Боне.
После того как испанская армия заняла высоту у Кангас-дель-Нарсеа, батальон Вальто был направлен на встречу с противником.
В результате атаки Вальто был убит испанскими войсками. Он стал командором ордена Почётного легиона и посмертно получил звание дивизионного генерала.